# Волович, Нина Моисеевна
Нина Моисеевна Волович (урождённая Добина; 28 августа 1938, Москва, СССР — 6 апреля 1993, там же) — советский москвовед и музейный работник.

## Биография
Родилась 28 августа 1938 года в Москве в семье служащих Моисея Евновича Добина (1907—1975) и Куны Юдовны Добиной (1908—1957). Училась в московской школе № 123, которую она окончила в 1954 году с серебряной медалью. В том же году поступила на историко-филологический факультет Московского педагогического института имени В. П. Потёмкина, которая она окончила в 1959 году, ещё два года проучилась на магистратуре там же. В 1961 году устроилась на работу учительницей русского языка и литературы в 8-летней школе Дедовска (Московская область), а затем и в школе № 606 Пролетарского района Москвы по этой же специальности.
В 1963 году устроилась на работу в Государственный музей А. С. Пушкина на должность организатора экскурсий и проработала вплоть до 1964 года. С 1964 по 1984 год занимала должность научного и старшего научного сотрудника массового и экспериментального отделов, с 1984 по момент смерти заведовала экспозиционным отделом музея. Являлась крупным знатоком Москвы пушкинского времени, автором ряда книг по москвоведению.
Скончалась 6 апреля 1993 года в Москве. Похоронена на Востряковском кладбище (46 уч., могила № 1467).

## Семья
Муж — Марк Бенцианович Волович (1936—2022), педагог-методист, автор школьных учебников и дидактических материалов по математике.

## Основные публикации
В 1994 году Государственный музей А. С. Пушкина издал посмертный список всех работ Нины Моисеевны.
- Волович Н. М. Пушкинские места Москвы и Подмосковья. — М.: Московский рабочий, 1979. — 232 с. — 75 000 экз.
- Волович Н. М. Кропоткинская улица, 12. — М.: Московский рабочий, 1983. — 64, [16] с. — (Биография московского дома). — 50 000 экз.
- Бозырев В. С., Волович Н. М. и др. (сост.). Пушкинские места России: Путеводитель / Сост. В. С. Бозырев, Н. М. Волович, Т. Н. Кезина и др.; Предисл. Д. С. Лихачёва. — М.: Профиздат, 1984. — 320 с. — (Сто путей — сто дорог). — … экз.
- Волович Н. М. Пушкин и Москва. Ч. 1, 2. М., 1994. 152, 168 с.
- Волович Н. М. Пушкинская Москва / Гос. музей А. С. Пушкина. — М.: Линка-Пресс, 1996. — 304 с. — 10 000 экз. — ISBN 5-7193-0069-4.